# Bernardo de Chartres
Bernardo de Chartres (en latín Bernardus Carnotensis) fue un filósofo neoplatónico, erudito y administrador del siglo XII. Estuvo especialmente ligado a la catedral de Chartres, donde sirvió como subdiácono y luego como canciller de 1117 a 1124. Probablemente era de origen bretón.
Se dice que pudo haber sido el obispo de Quimper, conocido como Bernard de Moelan, y que editó las Vitae de San Corentin y San Ronan. Se cree que su hermano fue Thierry de Chartres.

## Obra
La única obra suya que ha sobrevivido es el tratado De expositione Porphyrii, y casi todo que sabemos de él lo encontramos en las escrituras de sus discípulos Juan de Salisbury (ca. 1115-1180) y Guillermo de Conches. Se le ha atribuido un comentario sobre Platón.
De lo poco que se conoce sobre su pensamiento, destaca su postura ante la idea de que Dios creó de la nada la materia y unas formas nativas, copias de las ideas existentes en la inteligencia de Dios. Por unión de la materia y la forma se originaría el mundo sensible. 
Bernardo, al igual que otros de su Escuela de Chartres, intentó conciliar el pensamiento de Platón con el de Aristóteles. Sus pensamientos le llevaron a convertirse en el principal representante del platonismo del siglo XII,dedicando más atención al estudio del Timeo y las obras de los neoplatónicos que al de los tratados dialécticos de Aristóteles y los comentarios de Boecio. No sólo discutió el problema de los universales (distinguiendo entre lo abstracto, lo procesual y lo concreto -ejemplificado, por ejemplo, por las palabras latinas albedo, albet y album-), sino que también se ocupó de problemas de metafísica y cosmología.
A él se le atribuye la frase:

"El enemigo del hombre es la propia ignorancia, su amigo, el saber".

Pero quizás la contribución cultural más famosa del filósofo sea la cita «a hombros de gigantes» que le fue atribuida (ca. 1130) por su discípulo Juan de Salisbury, quien en su obra Metalogicon de 1159 (III, 4) escribe: 

Dicebat Bernardus Carnotensis nos esse quasi nanos, gigantium humeris incidentes, ut possimus plura eis et remotiora videre, non utique proprii visus acumine, aut eminentia corporis, sed quia in altum subvenimur et extollimur magnitudine gigantea
Decía Bernardo de Chartres que somos como enanos a los hombros de gigantes. Podemos ver más, y más lejos que ellos, no por la agudeza de nuestra vista ni por la altura de nuestro cuerpo, sino porque somos levantados por su gran altura.

## Repercusión
La idea subyacente en Metalogicon fue repetida una y otra vez en diversas obras de pensadores medievales y renacentistas, incluso Prisciano (un gramático latino del siglo VI) que escribió: «quanto juniores, tanto perspicaciores». 
Cabe citar una importante fuente moderna, Diego de Estella, que en el siglo XVI, en su Eximii verbi divini Concionatoris Ordinis Minorum Regularis Observantiae (1578) nos exhorta así: «Unos pigmeos subidos a los hombros de unos gigantes verán más lejos que los gigantes mismos».
También a Robert Burton, que en su grandiosa La anatomía de la melancolía (publicada en 1621), afirma que «un enano subido a los hombros de un gigante puede ver más lejos que el mismo gigante».
La cita se suele atribuir a Isaac Newton como pionero, pues, en una carta remitida el 15 de febrero de 1676 (el 5 de febrero de 1675 en el calendario juliano de la época) a Robert Hooke, escribió: «Si he visto más lejos es porque estoy sentado sobre los hombros de gigantes». Pero no es así; además de los citados, en el siglo XVII hubo grandes figuras como John Donne (1625), George Hakewill (1627) y Marin Mersenne (1634), que lo repitieron.
El sociólogo Robert K. Merton realizó una gran indagación al respecto en un erudito ensayo, A hombros de gigantes.
La frase se ha repetido muy a menudo, con más o menos fortuna. Recientemente, el destacado historiador británico Peter Burke, hablando críticamente de las formas de conocimiento en el presente, decía que "podemos convertirnos en gigantes de la información, pero también en enanos del conocimiento".